# Boeing Model 200

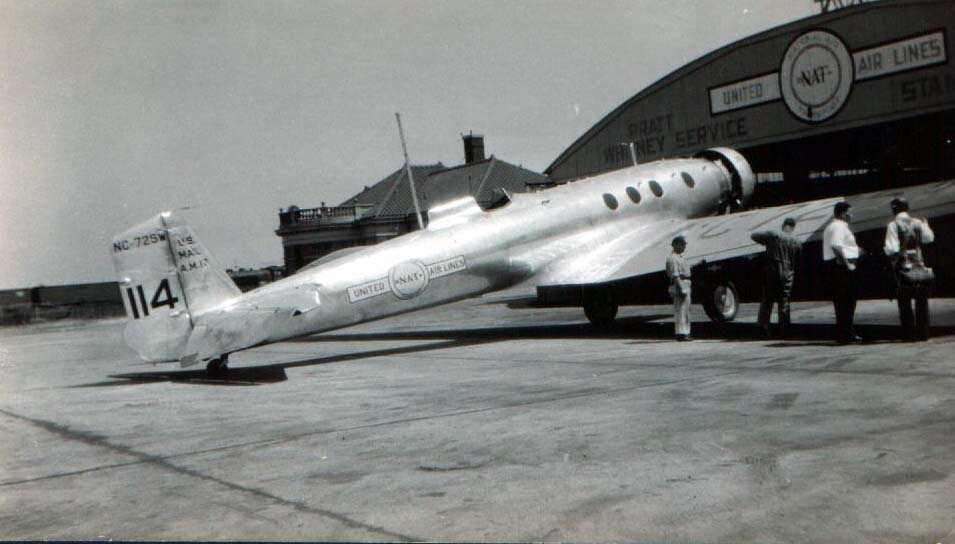
Boeing Model 221

De Boeing Model 200 of Boeing Monomail was een Amerikaans vliegtuig uit de jaren 30 van de twintigste eeuw. Het werd gebruikt voor het vervoer van maximaal 680 kilogram luchtpost of 8 passagiers.
De Monomail was het eerste transportvliegtuig met slechts één vleugel die volledig van metaal was gemaakt. Het eerste exemplaar, Model 200 genoemd, maakte op 6 mei 1930 haar eerste vlucht. Een tweede versie werd ontwikkeld als de Model 221 die met een verlengde romp en een verkort vrachtgedeelte plaats bood aan zes passagiers. Beide exemplaren zijn later verbouwd tot Model 221A met ruimte voor 8 passagiers.
Het geavanceerde ontwerp van de Monomail werd gehinderd door een gebrek aan passende motor- en propellertechnologie. Tegen de tijd dat er geschikt materiaal beschikbaar kwam, was het model inmiddels gepasseerd door tweemotorige toestellen zoals Boeing's eigen 247. Hierdoor is de productie tot 2 exemplaren beperkt gebleven.

## Technische gegevens
- Lengte: 12,75 m
- Breedte: 18 m
- Maximumsnelheid: 254 km/u
- Kruissnelheid: 217 km/u
- Vliegbereik: 925 km